# 제원 (방호순양함)
제원(濟遠)은 청나라 해군이 독일의 불칸 슈테틴에 발주해 취역시킨 방호순양함이다. 북양 함대 소속으로 청일 전쟁 때 일본 제국 해군에 노획되었다가 러일 전쟁 중 침몰했다. 원래는 정원급 장갑함 3호함으로 건조할 예정이었지만, 예산 부족으로 인해 규모를 축소했다. 완공되자마자 청불 전쟁이 발발하여, 청나라에 인도되지 못했다.
청일 전쟁에서 제원은 풍도 해전과 압록강 해전에 투입되었고, 결국 패전으로 인해 함장은 처형되었다. 제원은 웨이하이 전투에서 일본 제국 해군에 노획되어 1895년 3월 순양함 ‘사이엔’(済遠 巡洋艦)으로 취역했다. 일본 깃발을 달고, 대만 침공 때도 투입되었으며, 1904년 11월 30일 러일 전쟁 여순항 해전에서 러시아의 기뢰에 맞아 침몰했다.

## 개요
제원은 1885년 1월 16일, 독일 슈테틴, 불칸 조선소에서 준공되었다. 슈테틴에서 12월 1일 진수된 이후, 이듬해인 1886년 8월에 완공되었다. 그러나 이어진 청불 전쟁의 발발로 슈체친에서 제작 중이던 3척의 배가 청나라로 인도되지 못하고, 10개월간 계류되어 있었다.
1886년 8월, 청나라 북양 함대의 기함 정원 등과 함께 보수 명목으로 나가사키에 입항했다. 그 때 상륙한 승무원에 의해 소동이 일어난다.(나가사키 사건) 1894년 북양 함대에 편입되었다. 같은 해 청일 전쟁에 참가하여 풍도 해전과 황해 해전에 참전했다. 두 해전에서는 어떤 의미로 멋진 도주가 유명하다. 1895년 2월 17일, 웨이하이 전투 이후 웨이하이웨이에서 일본군에 항복하면서 노획된다.
1895년 3월 16일, 순양함으로 일본 제국 해군의 함적에 실렸다.
1898년 3월 21일, 삼등 해방함으로 분류되었다.
1903년 12월 -일, 일본인 보호를 위해 인천과 목포에 파견되었다.
1904년 2월 8일, 러일 전쟁이 발발하자 부산 앞바다에서 에카테리노스라후(러시아어: Екатеринослав)호를 나포한다.
같은 해 11월 30일 하또 만에서 203고지 공격을 지원하던 중 오후 2시 24분에 세인트 앱스 끝 북서 연안에서 기뢰에 충돌해 3분 후에 침몰했다. 함장 타지마 고레다카 중좌 이하 38명이 사망하고 195명이 구조됐다.
1905년 5월 21일 - 제적되었다.

## 참고 문헌
- 真鍋重忠, 《러일 여순 해전사》 (吉川弘文館 1985년), ISBN 4-642-07251-9
- 해군역사보존회 《일본 해군의 역사》 제7권, 9권, 10권 (第一法規出版 1995년)
- 《관보》
- 《Cassell's History of the Russo-Japanese War》. London; Paris; New York; Melbourne: Cassell and Company. 1905.
- Chesneau, Roger & Kolesnik, Eugene M., 편집. (1979). 《Conway's All the World's Fighting Ships 1860–1905》. Greenwich, UK: Conway Maritime Press. ISBN 0-8317-0302-4.
- Davidson, James W. (1903). 《The Island of Formosa, Past and Present》. London; New York: Macmillan & Co.
- Jentschura, Hansgeorg; Jung, Dieter; Mickel, Peter (1977). 《Warships of the Imperial Japanese Navy, 1869–1945》. Annapolis, Maryland: United States Naval Institute. ISBN 0-87021-893-X.
- Stille, Mark (2016). 《The Imperial Japanese Navy of the Russo-Japanese War》. London: Osprey Publishing. ISBN 978-1-4728-1121-9.
- Wright, Richard N.J. (2000). 《The Chinese Steam Navy》. London: Chatham Publishing. ISBN 978-1-86176-144-6.